# Tisserandov kriterij
Tisserandov kriterij se uporablja v nebesni mehaniki pri opazovanju nebesnih teles (na primer kometov in asteroidov) za odločanje o tem, ali je telo isto kot telo, ki smo ga opazovali prej. Pri gibanju lahko manjše telo pride v bližino večjega telesa (npr. Jupitra), ki močno spremeni tirnico manjšega telesa. V tem primeru se kombinacije nekaterih parametrov tirnice ohranijo, kar nam omogoča, da lahko ugotovimo, če je telo isto kot tisto, ki smo ga opazovali prej. To funkcijo imenujemo Tisserandov kriterij.

## Definicija
Tisserandov kriterij se običajno izračuna za telesa v sistemu treh teles, ki se gibljejo po krožnicah. V takšnem omejenem sistemu treh teles se predpostavlja, da je eno telo mnogo manjše kot ostali dve. Za drugi dve telesi se predpostavlja, da se gibljeta po krožnicah okrog težišča. Tisserandov kriterij tudi predpostavlja, da je eno izmed večjih teles mnogo manjše od drugega velikega telesa, in da manjše telo ne pride preblizu nobenemu večjemu telesu.
Za opazovani krožeči telesi velja:
{\displaystyle {\frac {1}{2a_{1}}}+{\sqrt {a_{1}(1-e_{1}^{2})}}\cos i_{1}={\frac {1}{2a_{2}}}+{\sqrt {a_{2}(1-e_{2}^{2})}}\cos i_{2}\!\,,}
kjer so:
- {\displaystyle a\,} veliki polosi
- {\displaystyle e\,} izsrednosti
- {\displaystyle i\,} naklona tirnic

Vrednosti na levi in na desni strani enačbe se imenujeta Tisserandov parameter.
To pomeni:
če je vrednost Tisserandovega parametra opazovanega telesa enaka vrednosti Tisserandovega parametra drugega telesa, ki ga izračunamo iz njegovih elementov tirnice, potem je velika verjetost, da opazujemo isto telo.
Kriterij se imenuje po francoskem astronomu Françoisu Félixu Tisserandu (1845 – 1896).